# Eugen Scheuermann
Eugen Scheuermann (* 12. September 1856 in Riga, Gouvernement Livland, Russisches Kaiserreich; † 22. Mai 1919 in Riga, Lettische SPR), mit vollem Namen Eugen Otto Scheuermann, lettisch Eižens Šeuermans oder Eižens Šeiermanis, war ein deutsch-baltischer Pastor. Er gilt als evangelisch-lutherischer Märtyrer und ist auf dem Rigaer Märtyrerstein verzeichnet.
Die Datumsangaben in diesem Artikel richten sich, wenn nicht anders angegeben, für den Zeitraum bis 1918 nach dem julianischen Kalender.

## Leben

### Jugend und Ausbildung
Eugen Scheuermanns Mutter war sehr religiös und starb früh. Eugen Scheuermann besuchte von 1871 bis 1877 das Gouvernements-Gymnasium in Riga. Sein gymnasialer Religionslehrer war der Oberpastor Jentsch. Beide genannte Personen gaben ihm den Anlass, Theologie zu studieren. Sein Vater war der Kaufmann August Scheuermann, der aus Ostpreußen stammte. Während er sein Abitur ablegte, verstarb auch sein Vater.
Seine finanziellen Möglichkeiten waren sehr beschränkt, als er sich 1877 an der Landesuniversität Dorpat immatrikulierte. Hier übte Professor M. von Engelhardt, der als gewissensbildend galt, den maßgeblichen Einfluss auf ihn aus. Auch für Eugen Scheuermann genoss das Gewissen einen sehr hohen Stellenwert; er galt als äußerst pflichtbewusst. Am 4. Oktober 1877 wurde er Mitglied des Theologischen Vereins Dorpat. Ferner war er Mitglied der Fraternitas Rigensis. Er schloss sein Studium 1881 als graduierter Student ab.
1882 bestand er die Prüfungen vor dem Konsistorium in Riga. 1882 bis 1883 verbrachte er sein Probejahr bei Pastor Keussler in Schwanenburg und bei Pastor Kählbrandt in Neu-Pebalg in Livland. 1883 heiratete er Adele Barbara Pawlowsky.

### Pastor in Lubahn
Nach seiner Zeit als Vikar wurde Eugen Scheuermann am 29. Mai 1883 in Riga von General-Superintendent Girgensohn zum Pastor von Lubahn ordiniert. Diese Gemeinde lag am äußersten Ende Livlands an der Grenze zu den russischsprachigen Gouvernements des Russischen Kaiserreichs. Für einige Jahre konnte er sein Leben hier genießen. Er bemühte sich religiös motiviert mit all seinen Möglichkeiten um das lettische Volk. Für kranke und alte Gemeindemitglieder baute er ein kleines Siechenhaus. Die von der Gemeinde errichteten Siechenhäuser waren als Altenheime ungeeignet; sie waren eher eine Art Wartezimmer für den Tod, da die Verwaltung demjenigen übertragen wurde, der die Versorgung für den geringstmöglichen finanziellen Aufwand anbieten konnte.
Die Zeiten sollten für Eugen Scheuermann schwerer werden. So kam es zu Konflikten mit dem örtlichen russisch-orthodoxen Priester und mit nationalistischen Gemeindemitgliedern, die ihn als Deutsch-Balten ablehnten. Hinzu kamen finanzielle Probleme; so war der Pfarrer auf Naturalienlieferungen von Erträgen des Gemeindelandes angewiesen. Dies stellte zunächst kein Problem dar, was sich aber änderte, als die Regierung des Gouvernements die Verpflichtung der Gemeinden zu solchen Lieferungen aufhob. Gegen diese Entscheidung wurde erfolgreich prozessiert, was allerdings 4½ Jahre in Anspruch nahm. Scheuermann hatte sechs schulpflichtige Kinder, was seine wirtschaftliche Not in dieser Zeit immer mehr verschlimmerte. Das Urteil belastete die Landwirte, was sie gegen die Pastoren aufbrachte.
Im Mai 1895 bat Scheuermann um Aufklärung hinsichtlich der Ausgaben für die Armenpflege, mit dem Hinweis, dass man in Deutschland mit geringeren Beträgen pro Person auskomme.

### Amtseinführung in Riga

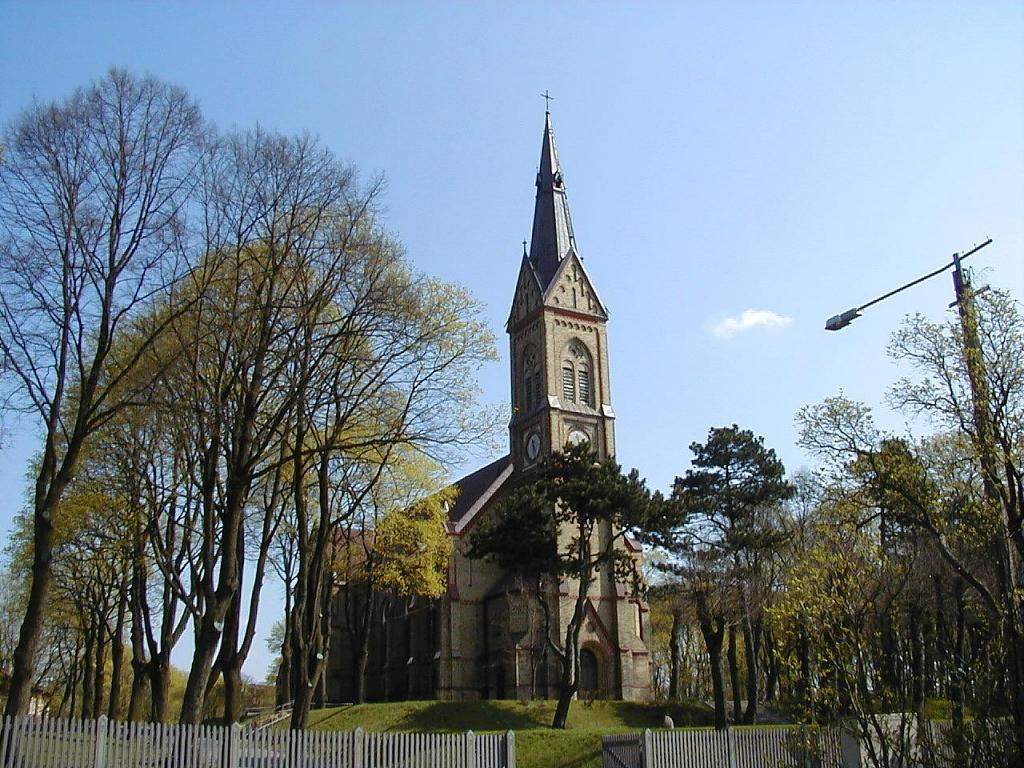
Luther-Kirche in Riga

Die im vorangehenden Unterkapitel genannten Probleme veranlassten Eugen Scheuermann, im Jahre 1898 erleichtert einem Ruf an eine andere Gemeinde zu folgen: Nun diente er als Pastor in der Luther-Gemeinde in Riga-Thorensberg. Diese setzte sich überwiegend aus Fabrikarbeitern lettischer Ethnie und sozialistischer Gesinnung zusammen.
Scheuermanns Ernennung zu ihrem Pastor fand gegen den Willen der Gemeinde statt, was deren Verhältnis zu ihm für längere Zeit belastete. Scheuermanns Verhalten führte aber im Laufe der Zeit zu einer Besserung, beispielsweise, indem er Honorarzahlungen durch mittellose Personen zurückwies. Die Arbeitslast für den Pastor war hoch, was seine Gesundheit angriff, ihn aber nicht an der Erfüllung seiner Pflichten hinderte.

### Nebentätigkeiten
Kollekten, die er für besondere Zwecke in seiner Gemeinde gesammelt hatte, wurden des Öfteren in der Presse quittiert.
Am Montag, dem 18. Dezemberjul. / 31. Dezember 1900greg., weihte er das erste Tee- und Speisehaus des Rigaer Mäßigkeitsvereins „Sonne“ in lettischer und deutscher Sprache ein.
Neben seiner geistlichen Tätigkeit war Eugen Scheuermann, ebenso wie der 1905 ermordete Pastor Karl Schilling, der 1906 ermordete Propst Ludwig Zimmermann, die 1919 von Bolschewiki hingerichteten Geistlichen Hans Bielenstein, Alexander Bernewitz, Xaver Marnitz, Arnold von Rutkowski, Paul Fromhold-Treu, Christoph Strautmann, Karl Schlau, Eberhard Savary und Wilhelm Gilbert und wie die Pastoren Gustav Cleemann und Erwin Gross, die an den Folgen ihrer Gefangenschaft bei den Bolschewiki starben, ordentliches Mitglied der Lettisch-Literärischen Gesellschaft, die sich der Erforschung der lettischen Sprache, Folklore und Kultur widmete. Diese Gesellschaft wurde überwiegend von deutsch-baltischen Pastoren und Intellektuellen getragen. Für die Letten selbst war eine höhere Bildung zur Zeit der kaiserlich-russischen Vorherrschaft noch kaum zugänglich, ihre Kultur führte ein Schattendasein.
Am Freitag, dem 22. Junijul. / 5. Juli 1901greg., hielt er in der Lutherkirche zwei Festgottesdienste anlässlich des 700-jährigen Jubiläums der Stadt Riga, um 9 Uhr in lettischer und um 11 Uhr in deutscher Sprache.
Am Sonntag, dem 7. Dezemberjul. / 20. Dezember 1903greg., beteiligte er sich am Jahresfest der Unterstützungskasse für evangelisch-lutherische Gemeinden in Russland, indem er beim lettischen 18-Uhr-Gottesdienst in der Lutherkirche Bericht erstattete.
Der Russischen Revolution von 1905 mit ihren atheistischen und gewalttätigen Aspekten stand Scheuermann als Gegner gegenüber. Er verteidigte den christlichen Glauben und ein geordnetes Rechtssystem.
Am Freitag, dem 10. Februarjul. / 23. Februar 1906greg., hielt er die Grabrede bei der Beerdigung des damals in Riga bekannten ehemaligen Waisenvaters Wilhelm Lang zu Psalm 103, dem Lieblingspsalm des Verstorbenen, und sprach ein Gebet.
Gottesdienste, auch Kindergottesdienste, welche wochentags stattfanden, und Konfirmationen hielt er sowohl in deutscher als auch in lettischer Sprache.

### Illegale Konfirmation
Am 30. April 1906 konfirmierte Eugen Scheuermann die 16-jährige Pauline Grajew, deren Mutter evangelisch-lutherisch war, während ihr Vater der russisch-orthodoxen Staatskirche angehörte, was Scheuermann in Konflikt mit den Behörden bringen sollte.

### Im Anschluss an die Russische Revolution von 1905
Am Morgen des 19. August 1906, einem Sonnabend, betraten zwei Männer Scheuermanns Wohnung, angeblich um ihn in Amtsangelegenheiten sprechen zu wollen. Scheuermann selbst und seine Tochter waren anwesend. Die Männer bedrohten Scheuermann mit einer Waffe, forderten ihn auf, die Hände hoch zu nehmen und erbeuteten vier Rubel von ihm. Die Eindringlinge verlangten noch mehr Geld und Waffen. Scheuermann antwortete, dass in den oben gelegenen Wohnräumen noch mehr Geld vorhanden sei. Nach Erhalt dieser Auskunft flohen die Räuber.
Nach der Russischen Revolution von 1905 setzte sich Scheuermann im November 1906 für einen ehemaligen Zögling des Strasdenhofer Blindeninstitutes ein, der während der Revolution seine kleine Bürstenwerkstatt verloren hatte. Für die Geldsammlung mit einem Zielbetrag von 100 Rubeln stand Scheuermann zur Verfügung, um Auskünfte über den Notleidenden an potentielle Spender zu erteilen und die Spenden in Empfang zu nehmen.

#### Meinung zur Reform des Religionsunterrichts
Am 31. Januar 1907 erschien in der Rigaschen Zeitung ein Leserbrief Scheuermanns mit dem Titel „Reformenfieber“ zur Reform des Religionsunterrichts und der Berichterstattung in verschiedenen Zeitungsartikeln darüber. Einzelne Zweige des Religionsunterrichts hielt er durchaus für reformbedürftig, lehnte aber eine umfassende Reform ab. Er vertrat die Ansicht, ein Zeitungsartikel zum Thema, der auf Aussagen eines reformierten Pastors zurückging, stelle den Religionsunterricht falsch dar und wecke unberechtigte Zweifel an dessen Notwendigkeit. Es ginge im evangelischen Religionsunterricht nicht, wie behauptet, um eine Beugung unter ein Religionsgesetz, dies würde dem evangelischen Glauben widersprechen. Ein Auswendiglernen von Luthers Artikeln in der Sprache des 16. Jahrhunderts finde zwar statt, aber begleitet von Erklärungen des Religionslehrers. Im Religionsunterricht gehe es nicht nur, wie behauptet, um Achtung vor der Person Christi und dem Jenseitigen, sondern um das Erwecken eines Glaubens, der durch das Leben trage. Das Auswendiglernen rechtfertigte Scheuermann mit dem Trost, den auswendig gelernte Bibelworte schon so Manchem gespendet hatten. Der Religionslehrer müsse dafür sorgen, dass das Auswendiglernen nicht mechanisch würde, sondern mit Inhalt gefüllt werde. Besonders kritisierte Scheuermann die Äußerungen eines Vaters, dessen Kritik er für unqualifiziert hielt. Wer Unverständnis für ein Bibelwort habe, solle sich mit anderen Christen darüber austauschen. Theologische Fortschritte beispielsweise in der Frage der Inspiration der Bibel würden durch die Kritiker ignoriert. Die Berichterstattung sei zu oberflächlich.
Die daran anschließende Stellungnahme der Zeitung wies auf die Notwendigkeit hin, das Thema aufzunehmen, um eine Urteilsfindung des Lesers zu ermöglichen. Dabei sei es auch notwendig, Meinungsäußerungen zuzulassen, die nicht der Ansicht Scheuermanns entsprächen; dessen Entrüstung sei nicht zielführend.
Die Unklarheiten über die Frage, welche Aspekte des Religionsunterrichts zu reformieren seien, die auch Scheuermanns Leserbrief aufgezeigt habe, machten nach Meinung eines Lehrers einen Religionslehrertag notwendig. Die Rigasche Rundschau urteilte über Scheuermanns Leserbrief, dass Eltern das Recht hätten, hinsichtlich der Belange ihrer Kinder mitzureden, und dass ein Lehren der lutherschen Artikel durchaus eine Werbung für die lutherische Konfession darstellen würde.

#### Erfolgloser Mordanschlag
Als sich nach der eigentlichen Revolutionszeit die Lage zu beruhigen schien und die wegen der Revolution eingerichteten Feldgerichte wieder abgeschafft waren, wurde am 6. Mai 1907 um 15.30 Uhr auf der Keckauschen Straße, einer abgelegenen Vorortstraße, zwischen zwei Hügeln, welche die Straße verengten, ein Anschlag auf Scheuermann verübt, der in einem Fuhrmannswagen unterwegs zu einer Beerdigung auf dem zu seiner Gemeinde gehörigen Lutherfriedhof auf dem Seifenberg war. Motiv war wohl seine ablehnende Haltung der vorangegangenen Revolution gegenüber. Zwei an der linken Straßenseite stehende Jugendliche, ein größerer und ein kleinerer, feuerten mit Pistolen der Marke Browning acht Schüsse auf ihn ab. An der Tat waren noch drei weitere Personen beteiligt, von denen einer Wache stand. Es wurde später ermittelt, dass die beiden jungen Männer wohl auch für den Mord an zwei Polizisten in Bienenhof und an dem Tischler Behrsin in Ilgezeem verantwortlich waren.
Der Pastor wurde lebensgefährlich durch insgesamt fünf Kugeln verletzt; sein linker Arm erhielt einen Streifschuss, an Knochen seiner rechten Hüfte kam es durch einen weiteren der Schüsse zu Zersplitterungen, außerdem erhielt er zwei Streifschüsse am linken Schienbein; sein Bein erhielt einen Durchschuss. Er fiel aus dem Wagen. Auch der Sitz des Wagens wurde durchschossen, der Fuhrmann blieb aber unverletzt. Scheuermann blieb trotz seiner schweren Verletzungen bei Bewusstsein.
Die Attentäter flohen einen der Hügel hinauf ins Gebüsch. Da die Straße menschenleer war und der Fuhrmann mit dem Wagen wendete und zurück in die Stadt floh, dauerte es einige Zeit, bis dem schwer blutenden Scheuermann, der nur knapp überlebte, geholfen wurde. Scheuermann wurde von einigen Frauen in eine Hütte an der Bauskeschen Straße gebracht, welche das nächste Gebäude darstellte. Seine Frau wurde informiert und er erhielt Notverbände. Später wurde er mit einem Wagen der schnellen ärztlichen Hilfe in die Diakonissenanstalt gebracht. Er erhielt in der Nacht auf den 7. Mai eine Morphium-Injektion, so dass er schlafen konnte. Am nächsten Morgen hatte sich sein Zustand gebessert, angezeigt durch eine Körpertemperatur von 37,7 °C. Die Kugel in der Hüfte konnte zu diesem Zeitpunkt noch nicht entfernt werden.
Als Beweismittel wurden von Polizei und Gerichtsbeamten nur einige leere Patronenhülsen gefunden. Scheuermann überlebte den Anschlag.

#### Reaktionen auf den Anschlag und Tatverdächtige
Ein Zusammenhang der Tat mit der von der Gemeinde unerwünschten Ernennung Scheuermanns zu ihrem Pastor wurde aufgrund der atheistischen Natur der damaligen sozialistischen Bewegung von der „Rigas Awise“ angezweifelt. Diese Zeitung vermutete stattdessen, dass die Sozialisten mit dem Anschlag speziell auf Scheuermann den Verdacht auf dessen Gemeinde abwälzen wollten und rief zur Beibehaltung des Kriegsrechts auf. Das Attentat auf Scheuermann beweise, dass die Klage der revolutionären Zeitschrift „Cīņa“ über die nachlassende Energie der revolutionären Gruppen in Thorensberg und Sassenhof als Mordaufruf an Scheuermann und anderen Geistlichen verstanden worden sei.
In einem Leserbrief in der „Rigas Awise“ vom 9. Mai 1907 drückten mehrere Gemeindemitglieder ihre Zuneigung zu Scheuermann aus und distanzierten sich von den Attentätern. Gemeindeglieder seien unter jenen sicher nicht zu suchen, es handele sich um Sozialisten.
Im Mai 1907 erhielt Scheuermann im Diakonissenhaus einen viertelstündigen Krankenbesuch vom livländischen Gouverneur, Geheimrat Sweginzow.
Am 27. Juni 1907 wurde der 16-jährige Gemeindebauer Jaan Elmanstrun aus Annenburg wegen des Verdachts, an dem Anschlag gegen Scheuermann beteiligt gewesen zu sein, verhaftet. Er zeigte sich geständig. Am 16. Mai 1908 musste er sich vor dem temporären Kriegsgericht verantworten. Elmanstrun beschuldigte Jakob Lahzgalw, Emil Siegmund und zwei unbekannte Begleiter der Tat. Er selbst habe nur mit einem Revolver, den er von ihnen erhalten habe, Wache halten müssen. Später zog er diese Aussage zurück, da er durch Polizeigewalt dazu gezwungen worden sei, und sagte aus, er habe von dem Mordversuch keinerlei Kenntnis gehabt. Wegen Verdeckung und Nichtanzeige der Straftat wurde er zu sechs Jahren Gefängnis verurteilt.
Unter Verdacht, die Schüsse ausgeführt zu haben, gerieten der 16-jährige Sehgelin und der 20-jährige Launag. Launag war großgewachsen, sein Aussehen wurde als unattraktiv beschrieben, Sehgelin war kleiner. Sie wurden verhaftet wegen des Raubmordes an Fräulein Rosenberg in einem Wald in Riga-Edingburg. Das Motiv bei dieser Tat war Hunger, die Beute hatte einen Gegenwert von 15 Rubeln. Die Frau soll zunächst von Sehgelin angeschossen und dann von Launag mit einem Fleischhammer erschlagen worden sein. Die Beteiligung an den anderen ihnen zur Last gelegten Verbrechen, darunter das Attentat auf Scheuermann, leugneten die beiden. Allerdings legte Material, das von der Geheimpolizei gesammelt wurde, nahe, dass Sehgelin und Launag bei ihren ersten Taten auch von politischen Motiven geleitet wurden.
Scheuermann wurde im Rigaer Diakonissenhaus behandelt, aus dem er am 16. Juli 1907 als geheilt entlassen wurde. Er behielt eine Steifheit im Kniegelenk zurück; zwei Finger der linken Hand konnte er nicht normal verwenden. Massagen erschienen als erfolgversprechende Heilungsmethode. Am 30. reiste er zur Nachkur zu einem Sanatorium in Bad Reichenhall (Bayern).
Im Oktober 1907 kehrte Scheuermann erholt von seiner Kur zurück und übernahm schon im September wieder die Gottesdienste in der Lutherkirche.
Scheuermanns Probleme während der Revolution, insbesondere der gescheiterte Mordversuch, führten zu einer Besserung seines Ansehens in seiner Gemeinde. Revolutionäre wurden wegen ihrer Ausschreitungen gegen die Kirche und ihre Vertreter nun als gemeinsame Gegner betrachtet. Ein weiteres Agitieren gegen Scheuermann war nun nicht mehr möglich, ohne dabei in den Verdacht zu geraten, mit den Attentätern zu sympathisieren. Die „Rigas Awise“ urteilte, die Attentäter hätten mithin das Gegenteil von dem erreicht, was sie erreichen wollten.

### Gerichtsverfahren wegen der illegalen Konfirmation
Im November 1908 wurde ein Verfahren gegen Scheuermann wegen der Konfirmation von Pauline Grajew angestrengt. Die Verhandlung fand am 30. Septemberjul. / 13. Oktober 1910greg. statt. Grajew, mittlerweile verheiratet, und ihre Mutter waren als Zeugen geladen. Die Verhandlung fand unter Ausschluss der Öffentlichkeit statt. Da die Verjährungsfrist für Scheuermanns Einmischung in die Belange der orthodoxen Staatskirche ein Jahr betrug, konnte sein Verteidiger von Rüdiger die Niederschlagung des Verfahrens nach kurzer Beratung erreichen.

### Einweihung eines Krankenhauses
Im Februar 1910 hielt Scheuermann als Teil einer ökumenischen Zeremonie eine Andacht in lettischer und deutscher Sprache anlässlich der Einweihung des zweiten städtischen Krankenhauses Rigas.

### Verbannung
1914 brach der Erste Weltkrieg aus. Viele deutsch-baltische Pastoren wurden von den russischen Behörden für germanophil gehalten, ihnen wurde sogar unterstellt, für das Deutsche Reich zu spionieren. Folge war die Verbannung nach Sibirien. So erging es auch Eugen Scheuermann. Im Jahre 1918 konnte er zurückkehren.

### Inhaftierung durch Bolschewiki
Im Jahre 1919, während des Lettischen Unabhängigkeitskrieges, übernahmen Bolschewiki die Kontrolle. Eugen Scheuermann musste entscheiden, ob er bei seiner Gemeinde bleiben oder fliehen solle. Für ihn war es selbstverständlich, zu bleiben. Sein ältester Sohn August Scheuermann war Pfarrer in Dickeln. Dieser wurde verhaftet und inhaftiert. Der zweite Sohn befand sich im Gefängnis in Tuckum und wurde dort erschossen. Eugen Scheuermann schrieb daraufhin seinem ältesten Sohn:

„Ich meine, Gott will uns in dieser Zeit zu einem rechten Heldentum des Leidens erziehen, da wollen wir Ihm fein stille halten.“

Auch für sich selbst erwartete er jederzeit die Festnahme. Bis zum 3. April war er aufgrund einer Erkrankung für drei Wochen bettlägerig.
Am 5. April kam es zu Massenfestnahmen; dabei wurde auch Eugen Scheuermann verhaftet und gemeinsam mit seiner ältesten Tochter abgeführt. Er wurde von den Bolschewiki im Rigaer Zentralgefängnis inhaftiert; am Tor wurde er von seiner Tochter getrennt. Beiden war klar, dass es ein Abschied für immer sein werde. Scheuermann schrieb seiner Frau zahlreiche Trostbriefe aus dem Gefängnis, darin meinte er:

„Ich hoffe noch immer auf das Aufgehen des Lichtes in unserer Finsternis.“

und:

„Wenn Ihr August schreibt, sagt ihm, dass ich mich eigentlich freue, sein Leidensgenosse zu sein, und sagt ihm: durchhalten, bis Gottes Stunde gekommen, nicht in eigener, aber in Gottes Kraft.“

August Scheuermann wurde in ein Konzentrationslager verlegt, wodurch sich seine Situation besserte. Eugen Scheuermann freute sich sehr darüber. Ihm selbst ging es gesundheitlich sehr gut, gemessen an der gerade überstandenen Krankheit. Seiner Frau gegenüber kommentierte er dies brieflich:

„Es scheint, Gott wolle, dass ich bei Kräften bleiben soll.“

In vielen Zellen fanden tägliche Andachten statt; daneben wurde Abschnitt für Abschnitt die Passionsgeschichte verlesen, besonders in der Karwoche. In ihrer Zelle übernahmen dies Eugen Scheuermann und Theodor Taube. Am Karfreitag drückte Scheuermann in einem Brief seine Dankbarkeit aus, mit gutem Gewissen leiden zu können, ferner seine Hoffnung auf die Auferstehung und ein gutes Ende vielleicht noch in diesem Leben. Während Scheuermanns Haftzeit musste seine jüngste Tochter Maria sich einer schweren Operation unterziehen. Er schrieb ihr einen Brief, in dem er sie damit tröstete, dass Gott sie nicht verlassen werde. Auch seine Tochter starb. Scheuermann litt sehr darunter, sie nicht mehr wiedergesehen zu haben, schrieb aber auch:

„Gott weiß warum, auch warum Er ihre letzten Erdentage so schwer hat sein lassen, doch das Wiedersehen, das herrliche, das dürfen wir fest hoffen. Selig sind die Toten, die in dem Herrn sterben.“

(Vergleiche Offb 14,13 .) Für den 1. Mai 1919 erwarteten die Gefangenen eine Amnestie, die aber ausblieb. Sie waren zwischen Hoffnung und Schicksalsergebenheit hin- und hergerissen.
Am 19. Mai wurde Scheuermanns Tochter beerdigt. Der Vater durfte nicht daran teilnehmen. Scheuermann schrieb auch dazu einen Brief, in dem er die an diesem Tag hell scheinende Sonne als ein tröstendes Sinnbild für Gottes Gnade darstellte. Dass er selbst nur drei Tage später ebenfalls sterben sollte, wusste er nicht; dass er nicht mehr lange zu leben hatte, war ihm aber klar. So übersandte er seiner Frau wenige Tage vor seinem Tod seinen Ehering.

### Hinrichtung
Am 22. Mai stand das Gefängnis kurz vor der Erstürmung durch einen Stoßtrupp der Baltischen Landeswehr, wovon die Gefangenen nichts wussten. Kurz vor dem Rückzug der Bolschewiki aus Riga wurden Eugen Scheuermann und 32 Mitgefangene (siehe die untenstehende Liste) am Nachmittag aus ihren Zellen geführt. Sie wurden in geordnetem Zug durch die langen Korridore unter schwerer Bewachung auf den Gefängnishof gebracht. Dort hatten Soldaten der Roten Armee, welche die Wachmannschaft bildeten, Aufstellung genommen, und erschossen nun alle Hinausgeführten. Genaueres über Eugen Scheuermanns Tod ist nicht bekannt. Er hatte aber den vollen Umfang dessen zu tragen, was livländische Pastoren in dieser Zeit zu erdulden hatten.
Sofort nach der Exekution flohen die Soldaten und Kommissare. Wenig später bahnte ein Panzerwagen der Landeswehr sich den Weg zum Gefängnis; die Verwandten der Gefangenen folgten ihm in den Hof. Sie waren erschüttert von dem Anblick, der sich ihnen bot.

## Nachleben
Am 21. Mai 1929 wurde in der Lutherkirche im Rahmen eines um 19 Uhr 30 beginnenden und von Oberpastor Grüner und Pastor Meyer gehaltenen Gottesdienstes eine Gedenktafel für Scheuermann enthüllt.